# Dorcadion czipkai
Dorcadion czipkai är en skalbaggsart som beskrevs av Stefan von Breuning 1973. Dorcadion czipkai ingår i släktet Dorcadion och familjen långhorningar.
Artens utbredningsområde är Iran. Inga underarter finns listade i Catalogue of Life.